# 圣西蒙 (康塔尔省)
圣西蒙（法語：Saint-Simon，法語發音：[sɛ̃ simɔ̃]）是法国康塔尔省的一个市镇，位于该省西南部，属于欧里亚克区。

## 地理
圣西蒙（44°57'47"N, 2°29'24"E）面积27.27 平方千米，位于法国奥弗涅-罗讷-阿尔卑斯大区康塔爾省，该省份为法国中南部省份，位于法國中央高原中心，北起科雷兹省、上盧瓦爾省和多姆山省，西接洛特省和科雷兹省，南至阿韦龙省和洛特省，东临上盧瓦爾省和洛泽尔省。
与圣西蒙接壤的市镇（或旧市镇、城区）包括：欧里亚克、日乌德马穆、瑞萨克、马尔马尼亚克、诺塞勒、波尔米尼亚克、雷亚克、韦尔济克。

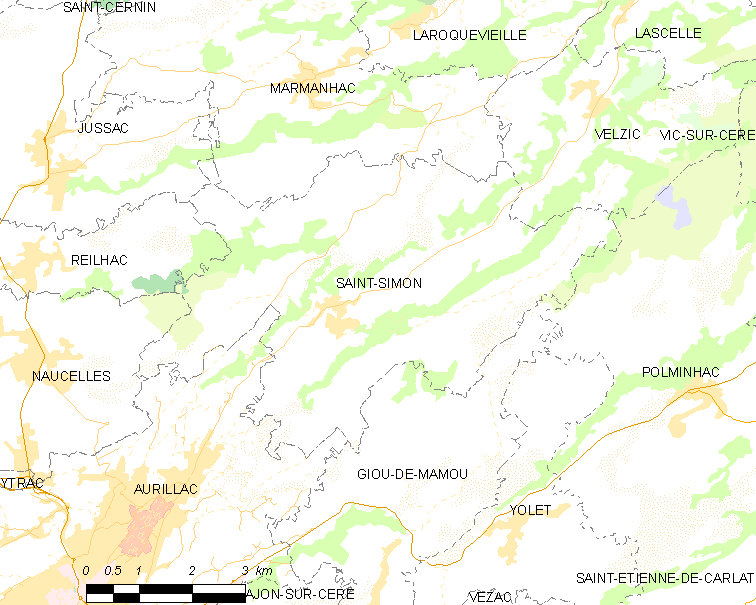
的OSM定位图

圣西蒙的时区为UTC+01:00、UTC+02:00（夏令时）。

## 行政
圣西蒙的邮政编码为15130，INSEE市镇编码为15215。

## 政治
圣西蒙所属的省级选区为塞尔河畔维克县。

## 人口

1962-2008年间人口变化图示

圣西蒙于2022年1月1日时的人口数量为1142人。